# Grand Prix automobile du Canada 1998
GP précédent GP suivant
Le Grand Prix automobile du Canada 1998 (Grand Prix Player's du Canada 1998), disputé sur le circuit Gilles-Villeneuve de Montréal le 7 juin 1998, est la 621e épreuve de l'histoire du championnat du monde de Formule 1 courue depuis 1950 et la septième manche du championnat 1998.

## Classement

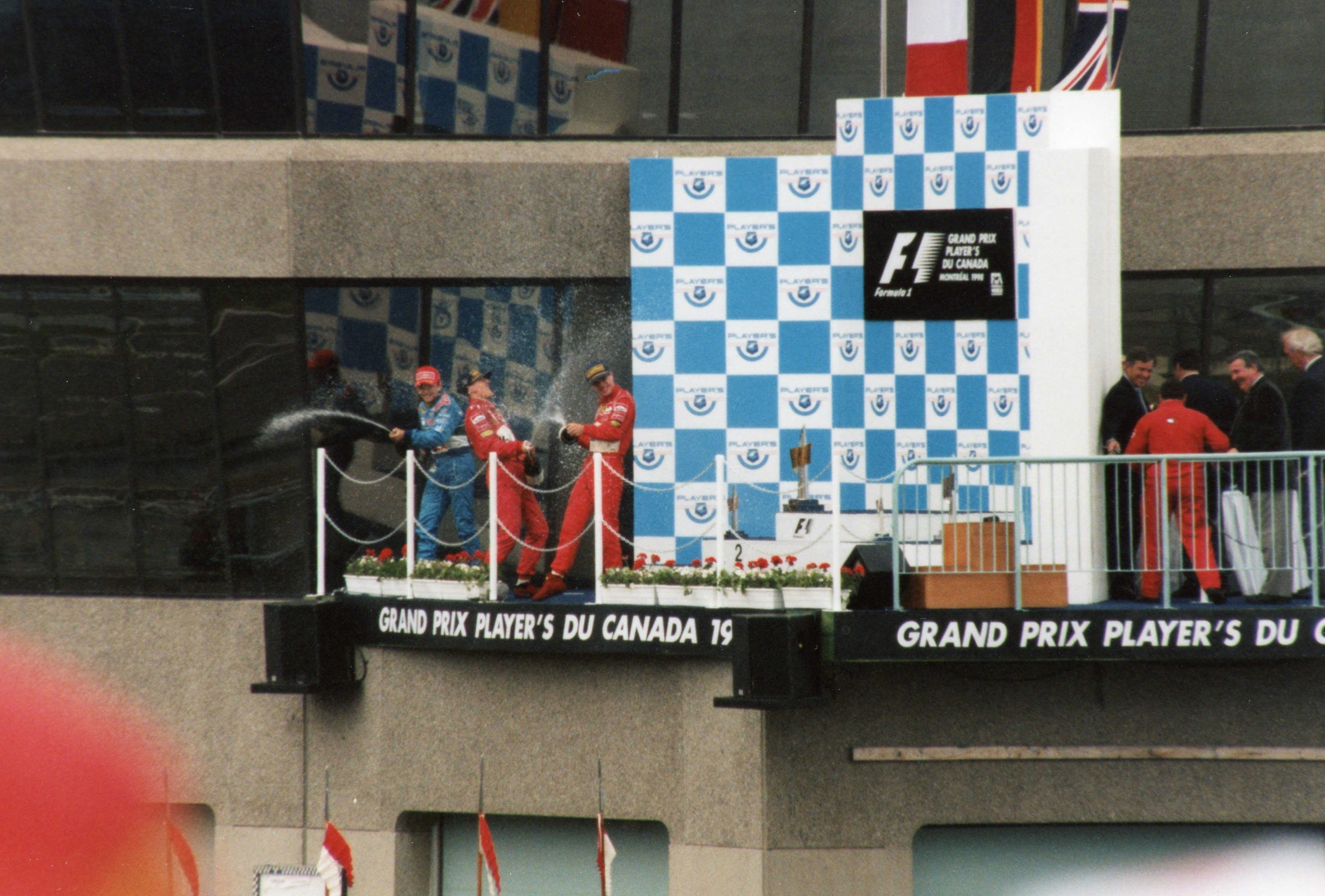
Le podium du Grand Prix.

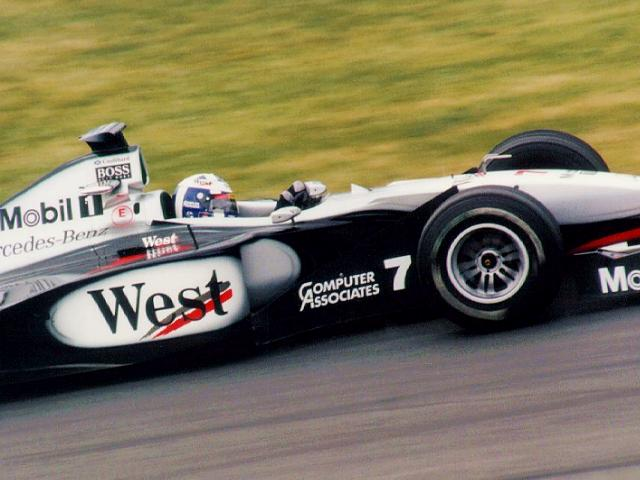
David Coulthard lors du Grand Prix.

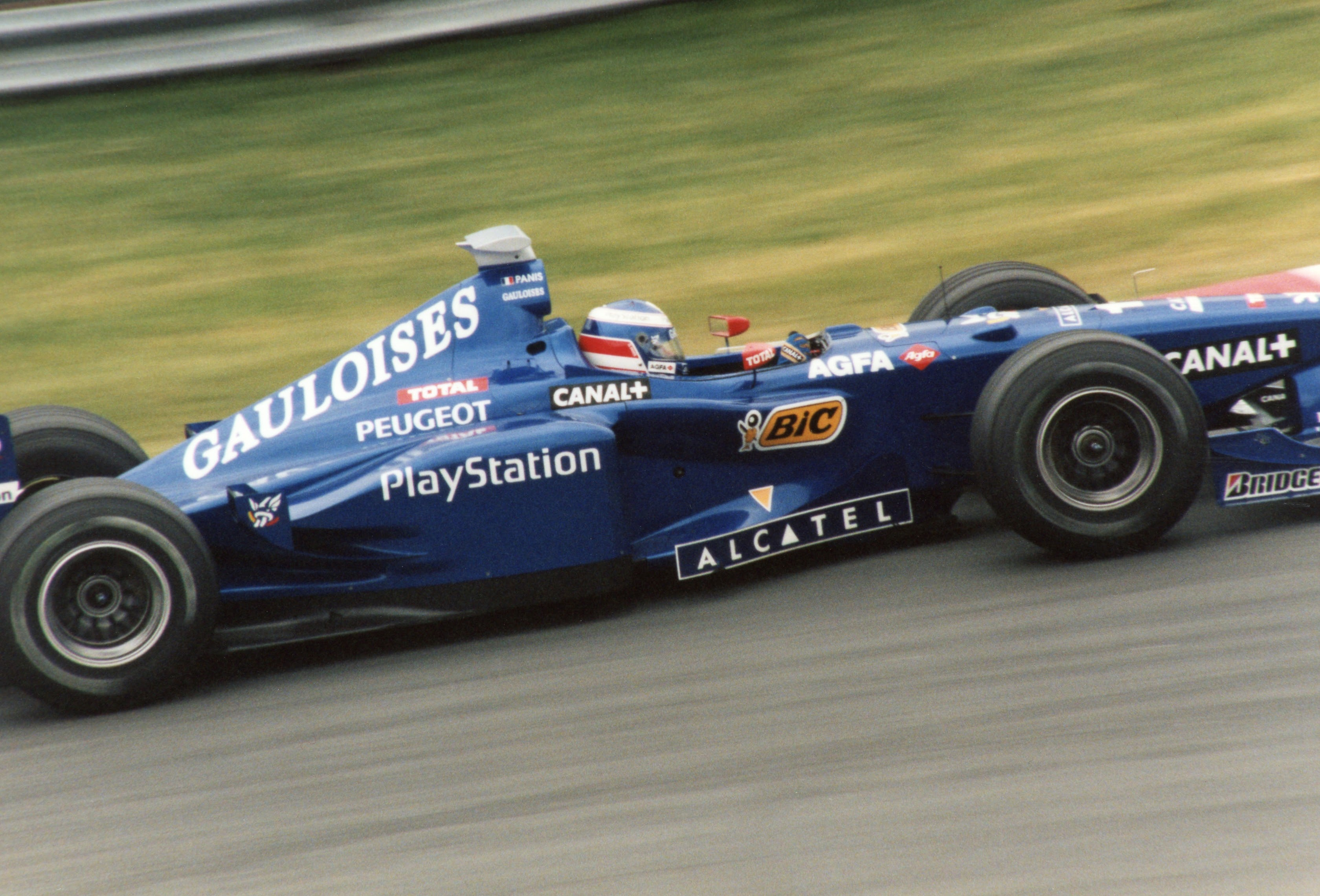
Olivier Panis sur Prost-Peugeot lors du Grand Prix.

| Pos. | No | Pilote                | Écurie              | Tours | Temps/Abandon                      | Grille | Points |
| ---- | -- | --------------------- | ------------------- | ----- | ---------------------------------- | ------ | ------ |
| 1    | 3  | Michael Schumacher    | Ferrari             | 69    | 1 h 40 min 57 s 355 (181,296 km/h) | 3      | 10     |
| 2    | 5  | Giancarlo Fisichella  | Benetton-Playlife   | 69    | + 16 s 662                         | 4      | 6      |
| 3    | 4  | Eddie Irvine          | Ferrari             | 69    | + 1 min 00 s 059                   | 8      | 4      |
| 4    | 6  | Alexander Wurz        | Benetton-Playlife   | 69    | + 1 min 03 s 232                   | 11     | 3      |
| 5    | 18 | Rubens Barrichello    | Stewart-Ford        | 69    | + 1 min 21 s 513                   | 13     | 2      |
| 6    | 19 | Jan Magnussen         | Stewart-Ford        | 68    | + 1 tour                           | 20     | 1      |
| 7    | 22 | Shinji Nakano         | Minardi-Ford        | 68    | + 1 tour                           | 18     |        |
| 8    | 20 | Ricardo Rosset        | Tyrrell-Ford        | 68    | + 1 tour                           | 22     |        |
| 9    | 16 | Pedro Diniz           | Arrows              | 68    | + 1 tour                           | 19     |        |
| 10   | 1  | Jacques Villeneuve    | Williams-Mecachrome | 63    | + 6 tours                          | 6      |        |
| Abd. | 23 | Esteban Tuero         | Minardi-Ford        | 53    | Collision                          | 21     |        |
| Abd. | 9  | Damon Hill            | Jordan-Mugen-Honda  | 42    | Panne électrique                   | 10     |        |
| Abd. | 11 | Olivier Panis         | Prost-Peugeot       | 39    | Moteur                             | 15     |        |
| Abd. | 2  | Heinz-Harald Frentzen | Williams-Mecachrome | 20    | Sortie de piste                    | 7      |        |
| Abd. | 7  | David Coulthard       | McLaren-Mercedes    | 18    | Accélérateur                       | 1      |        |
| Abd. | 15 | Johnny Herbert        | Sauber-Petronas     | 18    | Sortie de piste                    | 12     |        |
| Abd. | 17 | Mika Salo             | Arrows              | 18    | Accident                           | 17     |        |
| Abd. | 21 | Toranosuke Takagi     | Tyrrell-Ford        | 0     | Embrayage                          | 16     |        |
| Abd. | 10 | Ralf Schumacher       | Jordan-Mugen-Honda  | 0     | Boîte de vitesses                  | 5      |        |
| Abd. | 14 | Jean Alesi            | Sauber-Petronas     | 0     | Collision                          | 9      |        |
| Abd. | 12 | Jarno Trulli          | Prost-Peugeot       | 0     | Collision                          | 14     |        |
| Abd. | 8  | Mika Häkkinen         | McLaren-Mercedes    | 0     | Boîte de vitesses                  | 2      |        |

## Pole position et record du tour
- Pole position : David Coulthard en 1 min 18 s 213 (vitesse moyenne : 203,490 km/h).
- Meilleur tour en course : Michael Schumacher en 1 min 19 s 379 au 48e tour (vitesse moyenne : 200,501 km/h).

## Tours en tête
- David Coulthard : 18 (1-18)
- Michael Schumacher : 40 (19 / 44-69)
- Giancarlo Fisichella : 24 (20-43)

## Classements généraux à l'issue de la course
| Pos. | Pilote                | Écurie              | Points |
| ---- | --------------------- | ------------------- | ------ |
| 1    | Mika Häkkinen         | McLaren-Mercedes    | 46     |
| 2    | Michael Schumacher    | Ferrari             | 34     |
| 3    | David Coulthard       | McLaren-Mercedes    | 29     |
| 4    | Eddie Irvine          | Ferrari             | 19     |
| 5    | Giancarlo Fisichella  | Benetton-Playlife   | 13     |
| 6    | Alexander Wurz        | Benetton-Playlife   | 12     |
| 7    | Heinz-Harald Frentzen | Williams-Mecachrome | 8      |
| 8    | Jacques Villeneuve    | Williams-Mecachrome | 8      |
| 9    | Rubens Barrichello    | Stewart-Ford        | 4      |
| 10   | Jean Alesi            | Sauber-Petronas     | 3      |
| 11   | Mika Salo             | Arrows              | 3      |
| 12   | Johnny Herbert        | Sauber-Petronas     | 1      |
| 13   | Pedro Diniz           | Arrows              | 1      |
| 14   | Jan Magnussen         | Stewart-Ford        | 1      |

| Pos. | Écurie              | Points |
| ---- | ------------------- | ------ |
| 1    | McLaren-Mercedes    | 75     |
| 2    | Ferrari             | 53     |
| 3    | Benetton-Playlife   | 25     |
| 4    | Williams-Mecachrome | 16     |
| 5    | Stewart-Ford        | 5      |
| 6    | Arrows              | 4      |
| 7    | Sauber-Petronas     | 4      |

## Statistiques
- 29e victoire pour Michael Schumacher.
- 115e victoire pour Ferrari en tant que constructeur.
- 115e victoire pour Ferrari en tant que motoriste.
- 1er et unique point pour Jan Magnussen.
- La course fut stoppée au premier tour à la suite du carambolage entre Wurz, les pilotes Sauber et les pilotes Prost. Un deuxième fut donné pour la distance initiale de l'épreuve.
- La course est ensuite neutralisée à trois reprises, du 1er au 5e tour, du 15e au 17e puis du 20e au 22e.
- Au 14e tour, en tentant de dépasser Jan Magnussen, Pedro Diniz sort de la piste et parvient à reprendre la course, néanmoins, il provoque la sortie de la voiture de sécurité à cause des mottes de terre laissées sur une grande portion de la piste.